# لغة فنية
اللغة الفنية هي لغة تسمى لغة الفن كما انها لغة شيدت مصممه للمتعة الجمالية. على عكس اللغات المهندسة أو اللغات المساعدة. وعادة ما يكون للغات الفنية أنظمة قواعد غير نظامية مثل الكثير من اللغات الطبيعية. وصمم العديد منها في سياق عوالم خيالية مثل جي آر آر تولكين في الأرض الوسطى. ويمثل الآخرون لغات الأقليات الخيالية في عالم لا يختلف اختلافا واضحا عن العالم الحقيقي أو انهم لا يملكون خلفية خيالية معينة. وهناك العديد من المدارس المختلفة لبناء اللغة الفنية. وأبرزها المدرسة الطبيعية التي تسعى إلى تقليد التعقيد والتاريخية للغات الطبيعية. في حين ان البعض الآخر لا يحاول تقليد التطور الطبيعي للغات ولكن يتبع أسلوبا أكثر تجريدا.

## الأنواع
وتصنف عدة أنواع مختلفة من اللغات المبنية على أنها «لغات فنية».
قد تصنف اللغة الفنية في أي من هذه المجموعات اعتمادا على الهدف من استخدامها. ويعد التداخل مع اللغات الفنية هو مجموعة من اللغات الفلسفية واللغات المستمدة من بعض المبدأ الأول.
اللغات الخيالية
حتى الآن أكبر مجموعة من اللغات الفنية هي لغات خيالية (وأحيانا يشار إليها أيضا باسم «لغات فنية مهنية»). والغرض من اللغات الخيالية هو أن تكون لغات لعالم خيالي وغالبا ما تكون مصممة بقصد إعطاء المزيد من العمق وظهور معقولية للعوالم الخيالية التي ترتبط بها وأن ما يكوّن شخصياتهم هو التواصل بطريقة سواء كانت غريبة أو مخلوعة.وعلى سبيل المقارنة مع «كلمة مضادة» يستخدم مصطلح عالم مضاد لوصف هذين العالمين الذين تسكنهما الثقافات التي بنيت خيالية.
وهناك فئتان رئيسيتان من اللغات الخيالية.
اللغات الخيالية المهنية: وهي تلك اللغات التي تم إنشاؤها للاستخدام في الكتب والأفلام والبرامج التلفزيونية وألعاب الفيديو والكوميديا والألعاب والألبومات الموسيقية. ومن الأمثلة البارزة على الأعمال التي تضم اللغات الخيالية كالأرض الوسطى وعالم رحلة نجم ولعبة ايكو.
يتم استضافة اللغات الخيالية على شبكة الإنترنت جنبا إلى جنب مع «كونورلدز» ويكون مقرها في هذه المواقع. وأصبحت معروفة للعالم من خلال زوار هذه المواقع ومن الأمثلة على ذلك فيردوريان ولغة مارك روزنفيلدر فيردوريا على كوكب ألميا.
لغات بديلة التحرير
إن اللغات البديلة أو لغة بديلة هي تكهن بتاريخ بديل ومحاولة لإعادة البناء وكيف قد كانت عائلة من اللغات الطبيعية قد تطورت إذا كانت الأمور مختلفة (على سبيل المثال ماذا لو حضرت الحضارة اليونانية لتزدهر من دون الإمبراطورية الرومانية وترك اليونانية وليس اللاتينية لتطوير العديد من الأحفاد الحديثة؟). ثم تتبع اللغة التي من الممكن أن تتطور خطوة بخطوة في تطورها للوصول إلى شكلها النهائي. وتسند اللغات البديلة نفسها عادة على المفردات الأساسية للغة واحدة وعلم الأصوات من لغة أخرى. واللغة الأكثر شهرة في هذه الفئة هي لغة بريثنيغ التي بدأت الاهتمام بين كونلانجرز الإنترنت في ابتكار مثل هذه اللغات التاريخية البديلة مثل لغة وينديك. يحاول بريثنيغ تحديد ما إذا كانت اللغات الرومانسية قد تطورت أو إذا كان النفوذ الروماني في بريطانيا كافي لتحل محل اللغات السلتيك مع اللاتينية المبتذلة. ويستند علم الأصوات الخاص بها على الويلزية. ومن الأمثلة السابقة لغة وينكي فيليب خوسيه فارمر. وهو قريب للغات اليونانية التي يتحدث بها وينكيز أوف أوز في بارنستورمر في أوز. ومثال آخر هو أنغليش والذي يحاول إعادة بناء اللغة الإنجليزية لإمكانية ان تبدو مثل اليونانيه من دون تأثير لاتيني.
تحرير اللغات الوطنية الصغرى
اللغات الوطنية الصغرى هي اللغات التي تم إنشاؤها للاستخدام في الدول الصغرى. إن تعلم المواطنين اللغة الصغرى يعد جزء من المشاركة في الوطنية الصغرى كقطع النقود والطوابع أو المشاركة في الحكومة. ويجتمع أعضاء هذه الوطنية الصغرى ويتكلمون اللغة التي تعلموها عندما يشاركون في هذه الاجتماعات. كما أنها عملة الكلمات الجديدة والمنشآت النحوية عند الحاجة لها. تالوسان من ر بن ماديسون في مملكة تالوسا يعد هو إلى حد بعيد أفضل مثال معروف للغة الوطنية الصغرى.
تحرير اللغات الشخصية
في نهاية المطاف يتم إنشاء اللغات الشخصية من أجل تصحيح نفسه. ومنشئ اللغة لا يتوقع من أي شخص أن يتحدثها كما ان اللغة وجدت كعمل فني. وقد يتم اختراع لغة شخصية لغرض وجود لغة جميلة للتعبير عن الذات وممارسة فهم المبادئ اللغوية أو ربما كمحاولة لخلق لغة مع مخزون فونيمي مفرط أو نظام أفعال.
وتميل اللغات الشخصية إلى أن تكون ذات عمر قصير وغالبا ما يتم عرضها على شبكة الإنترنت ومناقشتها على لوحات الرسائل كما انها تشبه إلى حد كبير اللغات الخيالية المستندة إلى الإنترنت. وغالبا ما يتم اختراعها بأعداد كبيرة من قبل الأشخاص الذين يقومون بتصميم هذه اللغات.
ومع ذلك يتم استخدام عدد قليل من اللغات الشخصية على نطاق واسع وطويلة الأجل من قبل المبدعين (على سبيل المثال لكتابة اليوميات الشخصية).
وقد وصف جافانت بياروجيا منشئ تانيرايك لغته الشخصية بلغة محكمه. وبالتالي: «هناك ميثاق خاص تم التفاوض عليه بين العالم كله والعالم في داخله بأن الكلمات العلنية ببساطة لا يمكن أن توفر التعبير الخاص الذي أسعى إليه.» ويصف المؤلف روبرت ديسايكس أصول لغته الشخصية: «أردت كلمات تصف الواقع لذلك انشأتهم.»
تحرير لغات صغيرة
والهدف من بعض اللغات هو التعبير عن معنى عميق مع أجزاء قليلة جدا. وعلى سبيل المثال يقوم توكي بونا  على 123 كلمة فقط و 14 أغنية. والمنشئ سونيا لانغ يقول أن المبادئ مبنية على الطاوية. لغة أخرى تتكون على نفس الأسطر هي بابيسا-سماما والتي تستخدم فقط ستة حروف ساكنة واثنين من حروف العلة ولديها فقط 12 مقطع مما يجعلها مجرد 120 كلمة في المعجم. ويمكن قراءتها في شكلها المكتوب باللغة الصينية أو في شكل روماني مشابه على عكس توكي بونا والذي لديه نظام عدد معقد مبني على أساس الأرقام الرومانية. كل من توكي بونا وبابيسا-سماما لديهم مفردات لجذر كلمة صغيرة وتعتمد بشكل كبير على الأسماء المركبة وعلى سبيل المثال في بابيسا-سماما التنوير يمكن ترجمتها على أنها باتيما-تاساما-سيمي وهذا يعني ضوء فكر عميق. 
لغات النكت
يتم تطبيق مصطلح لغة النكت أحيانا إلى كونلانغز التي تم إنشاؤها كما النكات. قد تكون هذه اللغات تهدف أساسا إلى صوت مضحك مثل ديلينجو أو لبعض أنواع السخرية وغالبا ما تكون هجاء على بعض جوانب اللغات التي شيدت.
بعض لغات النكت النموذجية هي:
يوروبانتو - خليط غير منظم من اللغات الأوروبية.
ترانزبيرانتو - شيدت من الكلمات الدولية وتكون مؤثرة على الصوت مثل اللغة السويدية من أجل تحسين سوء الغموض والغموض.
أوو - لغة غامضة ومتعددة اللغات متعمدة عمليا يتكون نظامها الكتابي من علامات الترقيم بالكامل والتي يتكون جردها الصوتي من حروف علة بالكامل.
ديلينجو - وهي لغة ريمينغ التي تحتوي على الكثير من الفكاهة سواء كانت سطحيه وذكاء متستر.
غوليفاش - لغة الرومانسية والنكتة الخيالية التي أنشأتها المجموعة الكوميدية الموسيقية الأرجنتينية ليس لوثيرز لأوبرا كاردوسو في غوليفانديا.
أونوينيز - لغة غير بديهية ولكنها منظمة
 الإنجليزية البديلة والمعروفه أيضا باسم غوبلديغوك ولكن اسمها من قبل المنشئ الأساسي إنغلي تونتيفيمود والتي يستخدمها الكوميدي ستانلي أونوين.
اللغة التضخمية - اخترعها فيكتور بورج هي أرقام متزايدة مضمنة في الكلمات على سبيل المثال كريينجين («إنشاء») وإليفنيس («التنس»).
اللغات التجريبية
اللغة التجريبية هي لغة شيدت مصممة لغرض استكشاف بعض نظرية علم اللغة. وتعتني معظم هذه اللغات بالعلاقة بين اللغة والفكر. ومع ذلك، فقد تم بناء لغات لاستكشاف جوانب أخرى من اللغة أيضا. ففي الخيال العلمي، قد تم الكثير من العمل على افتراض المعروف شعبيا باسم فرضية سابير-وورف اللغات الفنية من هذا النوع تتداخل مع لغات هندسية.

## أمثلة على اللغات الفنية
راجع قائمة اللغات التي تم إنشاؤها.